# Guillermo Abanto Guzmán
 (octobre 2023).
Si vous disposez d'ouvrages ou d'articles de référence ou si vous connaissez des sites web de qualité traitant du thème abordé ici, merci de compléter l'article en donnant les références utiles à sa vérifiabilité et en les liant à la section « Notes et références ».
Pour les articles homonymes, voir Guzmán.
Guillermo Abanto Guzmán, né le 1er juillet 1964 à Trujillo, est un évêque péruvien, évêque militaire émérite du Pérou.

## Biographie
Il suit ses études primaires et secondaires au Collège clarétin de Trujillo et se forme au séminaire de Lima. Il étudie à la faculté de théologie pontificale et civile et est ordonné prêtre le 12 décembre 1992 par le cardinal Augusto Vargas Alzamora, S.J.
Il est prêtre diocésain, exerçant successivement son ministère dans les paroisses de San Norberto (La Victoria), San Juan María Vianney (Magdalena del Mar), Señor de la Divina Misericordia (Surco) et Santiago Apóstol (Surco).
Le 30 janvier 2009, le Pape Benoît XVI le nomme évêque titulaire de Pinhel et auxiliaire de l'archidiocèse de Lima. Il est ordonné évêque dans la cathédrale de Lima par le cardinal Cipriani. Le 30 octobre 2012, il est nommé évêque militaire du Pérou par Benoît XVI.
Le 20 juillet 2013, le Pape François accepte sa démission en accord avec le canon 401.2 du Code de droit canonique (« L'évêque diocésain qui, pour une raison de santé ou pour toute autre cause grave, ne pourrait plus remplir convenablement son office, est instamment prié de présenter la renonciation à cet office ») et il devient évêque émérite. Il se retire dans un lieu à l'écart.